# Issuikai
Issuikai (一水会) est une organisation nationaliste et révisionniste japonaise, fondée en 1972.

## Histoire
Issuikai a été fondée en 1972 par Kunio Suzuki (鈴木 邦男, Suzuki Kunio), Tsutomu Abe (阿部 勉, Abe Tsutomu), Masaki Shinomiya (四宮 正貴, Shinomiya Masaki) et Hirohide Inuzuka (犬塚 博英, Inuzuka Hirohide) à la suite de la disparition du Tatenokai provoquée par le suicide de Yukio Mishima en 1970. Elle avait plusieurs centaines de membres dans les années 1970, mais n’en aurait plus que quelques dizaines en 2010.
Mitsuhiro Kimura (木村 三浩, Kimura Mitsuhiro) est à la tête de l'organisation depuis 2000, après en avoir été le secrétaire général depuis 1992. Il est proche de Jean-Marie Le Pen et l'était d'Oudaï Hussein, fils de Saddam Hussein.

## Idéologie
Les médias et chercheurs japonais, chinois ou occidentaux qualifient cette organisation de révisionniste et négationniste (elle nie notamment l'ampleur des crimes de guerre commis par le Japon avant 1945), anti-chinoise et anti-occidentale.
Elle considère l'actuel gouvernement japonais comme un "gouvernement fantoche" des États-Unis et appelle à "l'indépendance complète" du Japon. À leur avis, l'ONU devrait être dissoute et rétablie, car ses structures sont considérées comme un vestige de la Seconde Guerre mondiale.
Le groupe est soupçonné de recourir à des moyens criminels. Le 8 janvier 1992, lors d'une visite de George H.W. Bush au Japon, un engin incendiaire est découvert dans le complexe d'une ambassade américaine et un lien suspecté, d'autant plus qu'Issuikai a ouvertement qualifié Bush de criminel de guerre et annoncé une attaque contre l'ambassade américaine en décembre 1991.
Contrairement à la droite traditionnelle, Issuikai se veut internationaliste et prône une alliance des organisations de droites mondiales. Elle rejette le pro-américanisme et appelle à une véritable indépendance du Japon. De plus, elle nie l’ampleur du massacre de Nankin en 1937 et du caractère forcé de la prostitution des femmes de réconfort durant la Seconde Guerre mondiale.

## Actions
Issuikai a organisé une conférence réunissant parlementaires nationalistes japonais et européens du 12 au 18 aout 2010. Les principaux invités, Jean-Marie Le Pen et Bruno Gollnisch du Front national, et Adam Walker du Parti national britannique, ont effectué une visite au sanctuaire Yasukuni le 14 août 2010, veille de l'anniversaire du Gyokuon-hōsō officialisant la capitulation du Japon en 1945. Étaient annoncés pour ce séjour Philip Claeys du Vlaams Belang belge, des membres du Parti de la liberté d'Autriche, du Mouvement pour une meilleure Hongrie (Jobbik) dont Krisztina Morvai, du Svoboda ukrainien dont Oleh Tyahnybok, du Mouvement social - Flamme tricolore italien dont Luca Romagnoli, de l'Ataka bulgare dont Volen Nikolov Siderov, et du Parti national rénovateur portugais.